# IC 3571
IC 3571 ist eine irreguläre Zwerggalaxie im Sternbild Haar der Berenike am Nordsternhimmel, die schätzungsweise 56 Millionen Lichtjahre von der Milchstraße entfernt ist. In optischer Nähe des Objekts befindet sich die Galaxie NGC 4565.
Sie wurde am 23. März 1903 vom deutschen Astronomen Max Wolf entdeckt.